# Beringter Flämmling
Der Beringte oder Prächtige Flämmling (Gymnopilus junonius) ist eine Pilzart aus der Familie Hymenogastraceae. Seine deutschen Namen deuten auf den ausgeprägten Ring am Stiel und auf die Größe der ausgewachsenen Fruchtkörper hin.

## Merkmale

### Makroskopische Merkmale
Der Hut ist halbkugelig bis konvex geformt, gelborange bis gelbbräunlich gefärbt, am Rand ungerieft und lange eingerollt. Er hat einen Durchmesser von fünf bis fünfzehn Zentimeter. Die Oberfläche ist jung eingewachsen-faserig und reißt später in kleine Faserschüppchen auf. Die Lamellen sind anfangs gelblich, oft mit rostigen Flecken, und werden bei der Reife rostbräunlich. Die Lamellen stehen gedrängt und sind abgerundet angewachsen. Der Stiel ist fünf bis zwanzig Zentimeter lang, ein bis drei Zentimeter dick, blassgelblich und fuchsig überfasert. Er ist keulig und hat einen häutigen Ring, der auch fehlen kann, wenn das Teilvelum beim Aufschirmen des Hutes vom Stiel abreißt und am Hutrand hängen bleibt. Das Fleisch ist gelblich, der Geruch beim Verletzen rettichartig. Der Geschmack ist sehr bitter. Die Sporenpulverfarbe ist rostbräunlich.

### Mikroskopische Merkmale
Die Sporen sind elliptisch bis mandelförmig, deutlich warzig und besitzen keinen Keimporus. Sie werden 7,5–10,5 × 4,5–6 Mikrometer groß. In Verbindung mit Jod zeigen sie eine dextrinoide Reaktion. Die Cheilozystiden sind schlank flaschenförmig und bisweilen kopfig verdickt.

## Artabgrenzung
Aufgrund der Größe der ausgewachsenen Fruchtkörper und des häutigen Rings ähnelt der Beringte Flämmling keinem anderen Vertreter der Gattung, sondern eher einem Schüppling. Schüpplinge besitzen auch braunes Sporenpulver, jedoch sind die Sporen unter dem Mikroskop glatt und haben einen Keimporus. Ebenso ähnliche Hallimasche haben weißes bis cremefarbenes Sporenpulver.

## Ökologie
Der Beringte Flämmling ist ein Saprobiont und wächst, meist in großen Büscheln, fast ausschließlich auf Laubholzstümpfen, sehr selten auf Nadelholz. Er kann auch auf vergrabenem Holz und dann scheinbar auf dem Boden wachsen. Der Pilz erscheint in Mitteleuropa von Frühsommer bis Herbst, ist weltweit verbreitet und kommt zerstreut, gebietsweise häufig vor.

## Systematik
Der Beringte Flämmling wurde 1821 erstmals von Elias Magnus Fries unter dem Namen (Basionym) Agaricus junonius beschrieben. Die Neukombination zu Gymnopilus junonius wurde 1960 durch den englischen Mykologen Peter Darbishire Orton veröffentlicht. Ein weiteres Synonym, unter dem der Pilz in Bestimmungsbüchern zu finden ist, ist Gymnopilus spectabilis (Weinm.:Fr.) A.H. Sm.

## Bedeutung
Bei Untersuchungen von Fruchtkörpern des Beringten Flämmlings wurden Halluzinogene (Psilocybin und Psilocin) nachgewiesen, daher auch der englische Name Big Laughing Gym. Die Deutsche Gesellschaft für Mykologie listet ihn als Giftpilz. Andere Untersuchungen deuten jedoch darauf hin, dass die Befunde auf einer Fehlbestimmung der Fruchtkörper und Verwechslung mit dem erwiesenermaßen halluzinogenen Purpurschuppigen Flämmling (Gymnopilus purpuratus) beruhen.